# Tephrina melesignaria
Tephrina melesignaria là một loài bướm đêm trong họ Geometridae.